# Frédéric Thiriez
Pour les articles homonymes, voir Thiriez.
Frédéric Thiriez, né le 1er juillet 1952 à Neuilly-sur-Seine, est un haut fonctionnaire et juriste français.
Avocat auprès du Conseil d'État et de la Cour de cassation depuis 1990, il est président de la Ligue de football professionnel de 2002 à 2016 et président de l'Association des Ligues européennes de football de 2013 à 2016.

## Biographie

### Formation
Né le 1er juillet 1952 à Neuilly-sur-Seine, Frédéric Thiriez est le fils d'Hubert Thiriez (1924-2009), médecin pédiatre, et de Christine Fontane (1927-2014) chanteuse autrice-compositrice. Du côté paternel, il est issu de la famille Thiriez, famille d'industriels textiles du Nord.
Il passe son enfance dans le 7e arrondissement de Paris et suit sa scolarité au collège Stanislas. Il obtient un 4e prix au concours général de philosophie. En opposition à son milieu[style à revoir], il adhère au Parti socialiste unifié (PSU) à 16 ans, puis il rejoint le Parti socialiste en 1974 . il y reste adhérent jusqu’en 1988.
Il est diplômé de l'Institut d'études politiques de Paris en 1972, puis licencié en droit en 1973, avant d'intégrer l'École nationale d'administration (promotion André-Malraux, 1977), où il est binôme[Quoi ?] de Gilles Johanet. Il effectue son service militaire au 3e régiment de parachutistes d'infanterie de marine, où il est surnommé « le gauchiste militariste » et où il rencontre Renaud van Ruymbeke.

### Carrière juridique
Il entre au Conseil d'État en 1977. Il enseigne à l'IEP de Paris de cette date jusqu'à 1981.
En 1981, il devient conseiller technique au cabinet de Gaston Defferre, alors ministre de l'Intérieur et de la Décentralisation. L'année suivante, il est nommé directeur de cabinet de Joseph Franceschi, secrétaire d'État chargé de la Sécurité publique. En 1984, il redevient directeur de cabinet de Gaston Defferre, devenu ministre chargé du Plan et de l'Aménagement du territoire. Il occupe ce poste jusqu'en 1986.
Dans la mouvance de Michel Rocard, dont il anime l'équipe entre 1986 et 1988, il devient directeur des Affaires politiques, administratives et financières de l'Outre-mer au ministère des départements et territoires d'outre-mer de 1988 à 1990, alors tenu par Louis Le Pensec. Il quitte l'administration en 1990 pour devenir avocat au Conseil d'État et à la Cour de cassation, associé du cabinet Lyon-Caen.
En 1991, il défend la Fédération française de football dans un procès face à l'ancien président des Girondins de Bordeaux, Claude Bez.
Il est élu en 2009 membre du Conseil de l'ordre des avocats aux conseils.

### Parcours dans le football
Frédéric Thiriez est membre du Conseil fédéral de la Fédération française de football (FFF) depuis 1992. Il est administrateur de la Ligue de football professionnel depuis 1995 et en a été le Président depuis son élection le 28 mai 2002 jusqu'en mars 2016. Il est également président de l’European Professional Football Leagues, membre du conseil stratégique du football professionnel de l'UEFA et secrétaire général de l'association nationale des ligues de sport professionnel. En décembre 2015, Frédéric Thiriez annonce que 23 ligues pros ont décidé de la création d'une association mondiale des ligues.
Lorsque Frédéric Thiriez est arrivé à la présidence de la LFP en 2002, les droits TV de Ligue 1 s’élevaient à 271 millions d’euros par an. Depuis, ils ont presque triplé pour atteindre près de 670 millions d’euros en 2011/2012, ce qui a valu à Frédéric Thiriez le surnom de «Monsieur 600 millions». Ces droits s'élèveront à près de 800 millions d'euros pour la période 2016-2020. Autre augmentation importante : celles des droits de la Coupe de la Ligue, en décembre 2015, qui ont été multipliés par 2,5 (23,9 millions €).
Le montant des recettes audiovisuelles a également triplé, en ce qui concerne les droits étrangers, passant de 7 millions d’euros en 2002/2003 à 19 millions en 2011/2012. Ils seront de 60 millions pour 2016-2020.
Frédéric Thiriez a été à l’origine de la création de la chaîne de télévision de la Ligue sur la TNT (CFoot), en 2010, chaîne qui a fermé au bout d’un an, avant la négociation des droits TV.
Pour l’arbitrage, le président de la LFP a toujours été partisan des nouvelles technologies. La France a été le premier pays en 2003 à utiliser le système des oreillettes. Cette technologie française a rapidement été adoptée au niveau international. C’est ainsi que la FIFA a équipé ses arbitres, pour la première fois lors de la Coupe du monde 2006, d’un système de communication par oreillette, calqué sur le matériel développé en France. En revanche, Frédéric Thiriez, opposé à Michel Platini sur le sujet, n’a pas réussi à faire avaliser par la FIFA sa proposition d’arbitrage assisté par la vidéo (2007). Le président de la Ligue a introduit la vidéo sur la ligne de but (GLT) en L1 au début de la saison 2015/16.
Partisan d’une approche répressive  s’agissant de la violence dans les stades, Frédéric Thiriez a réclamé et obtenu du législateur en 2006 la possibilité de prononcer des interdictions de stades par les préfectures et de dissoudre les groupes de supporters violents[réf. nécessaire].
Dans le même temps, la LFP et les clubs professionnels ont renforcé leurs liens avec les associations de lutte contre les discriminations, et mènent des actions communes avec la LICRA, SOS Racisme ou Paris Foot Gay.
Pour éviter les drames, comme le décès de Marc-Vivien Foé, la LFP a équipé en 2004 les quarante clubs professionnels d’un défibrillateur  et rendu obligatoire pour tous les joueurs un examen cardiaque annuel (électro cardiogramme et échographie).
Le 5 mai 1992, l'effondrement d'une tribune du stade de Furiani faisait 18 morts et 2 357 blessés.
Bien que de nombreux acteurs du football aient signé la pétition du collectif Furiani, il reste, tout comme le comité exécutif de la FFF et le Ministère des Sports, toujours opposé à ce que le 5 mai soit un jour sans football en France. Le président de la LFP a toutefois imposé qu'aucun match de championnat de France professionnel ne soit organisé en Corse un 5 mai.
Défenseur du modèle français du contrôle financier des clubs (DNCG), Frédéric Thiriez a soumis à l'UEFA en 2005 une proposition tendant à créer une "DNCG européenne" afin de lutter contre les dérives financières de certains grands clubs, accusés de fausser les compétitions européennes. Le dispositif du "fair-play financier" adopté par l'UEFA sous l'impulsion de Michel Platini s'inspire de l'exemple français.[réf. nécessaire]
Frédéric Thiriez dénonce régulièrement le poids excessifs des cotisations sociales sur les rémunérations des joueurs, qui handicape les clubs français par rapport à leur concurrents européens[réf. nécessaire]. Il a milité pour l'adoption en 2004 de la loi sur le "droit à l'image collective" qui permettait d'alléger ces charges, en plaçant les sportifs sous le régime des artistes. Mais le Parlement est revenu sur ce dispositif, deux ans après son adoption.
Frédéric Thiriez a lancé en 2007 "un ambitieux plan de développement du football professionnel", "Footpro 2012". Les objectifs étaient en particulier,,:  
- que 50% des joueurs de l'équipe de France évoluent en Ligue 1,
- que le championnat de France soit 3e à l'indice UEFA en 2012,
- qu'il y ait une victoire d'un club français en Ligue des champions d'ici 2012,
- que deux clubs français soient régulièrement qualifiés pour les quarts de finale d'une Coupe d'Europe,
- que 50% des joueurs de L1 soient internationaux (seulement 1/3 le sont à l'époque),
- que la France obtienne l’Euro 2016,
- que l'arbitrage professionnel soit assisté de la vidéo.

Les résultats n'ont pas été au rendez-vous, sauf sur certains points.
- À l'indice UEFA, la France a perdu deux places (dépassée par l'Allemagne en 2009 et par le Portugal en 2012)[9]. Bien plus que par le parcours des clubs français en Ligue des champions, cela s'explique par des mauvais résultats en Ligue Europa.
- Et un seul club a atteint les demi-finales d'une compétition européenne[9] (Lyon).
- La proportion de 50 % de joueurs évoluant en Ligue 1 en équipe de France est parfois atteinte[9], comme à l'Euro 2012, mais pas toujours.
- L'obtention de l'Euro 2016 est un objectif réalisé[9], ce qui a permis le lancement d'un vaste plan de rénovation des stades français que ce soit dans les villes de l'Euro (Lille, Nice, Lyon, Bordeaux, Marseille, Paris, St-Étienne, Toulouse, Lens) ou dans les villes moyennes (Le Mans, Le Havre, Valenciennes, Reims, Bastia...).

Membre fondateur de l'EPFL en 2005 (Association des Ligues Européennes de Football Professionnel), Frédéric Thiriez en a été élu le président par intérim en mai 2013, en remplacement de Sir Dave Richards. En octobre 2013, Frédéric Thiriez a cette fois été élu pour trois saisons au poste de président de l'EPFL. En décembre 2015, il a annoncé la volonté de 23 ligues pros de créer une association mondiale des ligues afin que le foot pro soit associé au processus de décision de la FIFA sur les questions le concernant. En février 2016, Frédéric Thiriez a été nommé président de l'Association Mondiale des Ligues de Football Professionnel dite World Leagues Forum.
En septembre 2013, Frédéric Thiriez publie Le foot mérite mieux que ça aux éditions du Cherche midi. Un livre dans lequel il « décide d'instruire le procès du football à charge et à décharge ». Il dit vouloir dans ce livre combattre les préjugés et les idées reçues sur le football. Il y a 35 chapitres, Frédéric Thiriez y évoque notamment les salaires, la violence, le racisme, le dopage ou encore les matchs truqués. En avril 2015, Frédéric Thiriez a organisé une expédition au Népal avec 11 garçons et filles des quartiers défavorisés dans un objectif d'insertion sociale et professionnelle. Le film réalisé sur cette expédition a été récompensé dans plusieurs festivals, obtenant notamment le Grand Prix du festival du film d'aventures de Dijon.
Le 7 mars 2016, il annonce, dans un entretien publié sur le site Lequipe.fr et le lendemain dans le quotidien L'Équipe, qu'il ne sollicitera pas le renouvellement de son mandat de président de la Ligue. Il quitte ses fonctions de président de la Ligue le 15 avril suivant
En décembre 2020, il annonce sa candidature à la présidence de la FFF. Il veut secourir le football amateur « au bord de l'asphyxie ». Il échoue, ne recueillant que 25% des voix.
Le 16 janvier 2024, le comité exécutif de la FFF le désigne pour succéder à Patrick Anton à la présidence du Conseil national de l'éthique (CNE), dont le rôle est de saisir les commissions de discipline de la LFP ou de la FFF lorsqu'un acteur du football se comporte mal en dehors du terrain de jeu.

### Mission sur les carrières dans la haute fonction publique
Fin avril 2019, Frédéric Thiriez écrit une note au président de la République Emmanuel Macron pour proposer un tronc commun dans la formation de la future élite d’État et de[pas clair] carrières moins automatiques. Le président le charge alors de cette mission,,,.

### Vie privée
Frédéric Thiriez est marié à Marie-Claire Carrère-Gée, conseiller maître à la Cour des comptes, ancienne secrétaire générale adjointe de l'Élysée sous Jacques Chirac, nommée ministre en 2024. Il est père de quatre enfants.
Il est officier de l'ordre national du Mérite (2011), chevalier de la Légion d'honneur (2004). Il participa en 1984, avec Pierre Mazeaud, à l'expédition française qui tenta l'escalade du Hidden Peak (8 096 m) dans l'Himalaya et fut membre de l'expédition franco-allemande dans l'Antarctique en 1989. Il est l'auteur du rapport sur la recherche polaire française qui a conduit à la création de l'Institut polaire.
Il est également musicien passionné d'art lyrique et de théâtre. Il a été à l'affiche dans Lorenzaccio d'Alfred de Musset au côté de Giancarlo Ciarapica et Francis Lalanne sous la direction de Stéphane Gildas au Trianon dès septembre 2008. Il a aussi joué avec la troupe des « Tréteaux lyriques » dans de nombreuses opérettes de Jacques Offenbach : La Belle Hélène, Orphée aux Enfers, Barbe-Bleue, Le Pont des Soupirs, Les Brigands, La Princesse de Trébizonde, La Créole. Il a collaboré à la pièce musicale Monique est demandée caisse 12 de Raphaël Mezrahi et joué quelques petits rôles au cinéma, notamment dans le film d'Amanda Sthers, Je vais te manquer.

## Décoration
- Chevalier de la Légion d'honneur (par décret du 1er janvier 2004)
- Officier de l'ordre national du Mérite (par décret du 15 novembre 2011 et chevalier par décret du 9 mai 1990)

## Controverses liées au football

### Ultras parisiens
À la suite de la mort de Yann Lorence, supporter du kop de Boulogne lynché à mort par une trentaine de supporters de la tribune Auteuil (28 février 2010), Frédéric Thiriez a réaffirmé son intransigeance avec la sécurité. S’il se dit ouvert au dialogue avec les ultras, il refuse toute forme de violence, faisant appliquer la loi selon laquelle les fumigènes sont interdits dans les stades.
Lors de la création de la « coordination des ultras », Thiriez invite l’un de ses leaders, Rachid Zeroual, à la LFP. Il lui propose, si la coordination est représentative, de modifier les statuts pour prévoir un siège destiné aux supporters. Malheureusement, les différents groupes ultras n’ont pas réussi à se structurer et le projet est tombé à l’eau.
Déçus et en colère, le 18 mai 2010, une centaine d'ultras parisiens ont perturbé une conférence de la LFP présidée par Jean-Pierre Escalettes. Frédéric Thiriez est accusé par les anciennes associations de supporters parisiennes de transformer le football populaire en un football business, du fait de leur impossibilité de s'introduire, de former des associations de supporters au Parc des Princes ou de contester la direction du club.

### Fronde des clubs de Ligue 2
L’appel d’offres de 2012  pour les droits de diffusion audiovisuelle pour la Ligue 1 et 2, marque l’arrivée sur le marché de Be In Sport, supposée pouvoir créer une saine concurrence par rapport à Canal +, diffuseur historique du championnat français.
Pour la diffusion du multiplex de ligue 2, les candidats aux droits TV devaient se positionner sur des horaires. Compte tenu des propositions, c’est BeIn Sport qui a été retenue, mais avec un horaire insatisfaisant. Après négociations entre la LFP, les clubs et BeIn Sport, il a été décidé que ce multiplex serait diffusé le vendredi a 18H45. Un vent de contestation se lève au sein des clubs de supporters, qui craignent que les stades ne se vident, et accusent la LFP de faire du « foot business ». Le collectif « SOS Ligue 2 » multiplie les actions de contestation : des banderoles sont déployées dans les stades, et le 12 juillet 2012 au Havre, Frédéric Thiriez, président de la LFP, a été chahuté lors de l'inauguration du stade Océane.
Conscient des difficultés pour les supporters que représente l’horaire des matchs du vendredi, Frédéric Thiriez reçoit le 10 novembre 2012, le collectif SOS Ligue 2 dans les bureaux de la Ligue, avec des représentants de clubs de Ligue 2, et de l’UNFP. Ensemble, ils se retournent vers le diffuseur et, le 21 décembre, un accord est trouvé pour une diffusion désormais à 20 heures.
À la reprise du championnat pour la saison 2013-2014, le collectif ne semble plus se satisfaire de cet accord, et démarre la saison en adressant une lettre ouverte à Fréderic Thiriez, et en redéployant des banderoles hostiles à BeIn Sport. Thiriez y voyant une dénonciation de l’accord, adresse une lettre aux clubs leur demandant de ne pas autoriser de telles banderoles. Le collectif se sentant censuré, décide le 7 octobre 2013, de porter plainte contre Frédéric Thiriez et la LFP.

### AffaireLuzenac
Lors de la saison 2013-2014, le Luzenac AP, basé dans le département de l'Ariège, termine 2e du championnat National, pensant légitimement accéder ainsi à la Ligue 2.
Dès novembre 2013, la LFP attire l’attention des dirigeants de Luzenac sur les contraintes liées à une montée en ligue professionnelle, notamment financières et techniques (il est obligatoire d’avoir pour un club de L2 un stade aux normes de la LFP). Les difficultés pour le club de monter un dossier solide ont abouti à une interdiction de monter en Ligue 2. Cette  décision suscite la polémique et entraîne de nombreux recours juridiques infructueux : le 2 octobre 2020, le conseil d’État déboute définitivement Luzenac de toutes ses demandes.
Fréderic Thiriez en tant que Président de la LFP, se voit reprocher le fait que le LAP n’ait pu monter en L2, et vient cristalliser la colère du foot amateur. Il est depuis revenu sur cette affaire en assumant son rôle de l’époque, et en évoquant des pistes, pour que de telles situations ne se reproduisent pas.

### Polémique autour de l'arbitrage du PSG
À l'issue du match du 17 octobre 2014 qui oppose le PSG au Racing Club de Lens, Fréderic Thiriez estimant que l'arbitrage est de mauvaise qualité souhaite s'excuser auprès des dirigeants. Son échange avec  Nasser Al-Khelaïfi, président du PSG est filmé par une équipe de télévision et diffusé. Accusé dès lors de connivence avec le club Parisien, Frédéric Thiriez  se défend, avec le soutien de Gervais Martel, Président du club de Lens, expliquant qu'il avait eu la même conversation avec ce dernier.

### Contentieux avec l'entourage du Sporting Club de Bastia
Lors de la 35e journée sur 38 (NDLR) de la saison 2011-2012, était célébré le centenaire  de l' En Avant Guingamp. Frédéric Thiriez, en tant que Président de la LFP, décide d’assister à cette journée symbolique.
Or cette même journée marque le sacre du club de  Bastia en tant que champion de Ligue 2. Ce choix sera reproché à Frédéric Thiriez, alors même que ce dernier est bel et bien venu remettre le trophée aux joueurs lors de la dernière journée.   
Le 11 avril 2015, le Paris Saint-Germain affronte le Sporting Club de Bastia pour la finale de la Coupe de la Ligue. Lors de ce match, alors que le protocole habituel veut que le président de la Ligue aille serrer la main des joueurs des deux équipes, Frédéric Thiriez décide de ne pas descendre de la tribune et donc de ne pas respecter cet usage. Cette posture a été interprétée par certains comme une peur d'être victime des sifflets bastiais.
Or, à cette époque, les tensions entre la LFP et les ultras bastiais étaient très fortes, au point que les locaux de la LFP étaient sous surveillance , et Thiriez ayant reçu des menaces de mort, était sous protection. Ses collaborateurs lui conseillent alors de ne pas descendre sur la pelouse, afin de jouer l’apaisement, plutôt que la provocation, et éviter ainsi tout incident potentiellement grave.
Loin d’apaiser les tensions, cette décision suscite de vives critiques : le SCB appelle à la démission de Thiriez, et saisit le Comité national d'éthique, le président du Sporting Club de Bastia va même jusqu'à traiter Frédéric Thiriez de «raciste anti-corse» le 13 avril 2015 sur France 3 Corse.
Depuis Frédéric Thiriez a expliqué a plusieurs reprises son choix, et exprimé des regrets quant à celui ci.

### Domiciliation du siège social de l'AS Monaco
Afin de pallier les critiques faites par les clubs français qui pointent la concurrence déloyale de l’'AS Monaco, qui n’est pas soumis aux mêmes charges fiscales et sociales, le conseil d’administration de la LFP, sous l’impulsion de Fréderic Thiriez, cherche à régler ce problème d’équité. Le schéma choisi est le suivant : dans un premier temps, le règlement est modifié afin d’obliger tous les clubs professionnels à avoir leur siège social en France ; puis, afin de garder l’ASM au sein du championnat français, la LFP négocie un accord leur permettant, par dérogation, de participer au championnat, moyennant une contrepartie financière qui compenserait, en tout ou partie, leurs avantages fiscaux.
Après de longues négociations, le club de Monaco a accepté de verser une indemnité de 50 millions d’euros, à répartir par la ligue entre les clubs. L’accord a été signé le 23 janvier 2014.
Cependant, 7 clubs de Ligue 1 estiment cet accord insuffisant, et saisissent le  Conseil d’État pour le faire annuler. Ils obtiennent gain de cause : le 22 juin 2015, le Conseil d’État estime que l’ASM n’a pas besoin d’avoir un siège social domicilié en France pour participer au championnat français, et que les conditions pour une délibération éclairée du CA n’étaient pas réunies. L’accord qui aurait permis l’équité fiscale n’aura tenu qu’un an et demi.  

## Soutien politique
Durant l'entre-deux-tours de l'élection présidentielle française de 2017, il fait partie de la soixantaine de personnalités du monde du sport qui signent un appel à voter Emmanuel Macron le 7 mai 2017, au second tour de l'élection présidentielle, « pour que le sport demeure un espace de liberté, d'égalité et de fraternité ».

## Publications
- Frédéric Thiriez, Quatre ans après, Stock, 1985, 316 p. (ISBN 978-2-234-01866-2)
- Frédéric Thiriez, Le foot mérite mieux que ça, Paris, Le Cherche Midi, 2013, 327 p. (ISBN 978-2-7491-3229-7)
- Frédéric Thiriez, Dictionnaire amoureux de la montagne, Plon, coll. « Dictionnaire amoureux », 2016, 1006 p. (ISBN 978-2-259-22949-4 et 2-259-22949-2)
- Marc Batard, Fils de l’Everest, First, 2017.
- 73° Nord (roman), Cent mille milliards éditeur, 2020, 240 p.